# 蚊凹螺
蚊凹螺（学名：Simnialena formicaria）为梭螺科凹螺属的动物。分布于日本、菲律宾、印度尼西亚，包括东海等海域，主要生活于水深约64m的海底。该物种的模式产地在东海、菲律宾的比拉坦岛。